# Cargolet xiulador septentrional
El cargolet xiulador septentrional (Microcerculus philomela) és un ocell de la família dels troglodítids (Troglodytidae).

## Hàbitat i distribució
Habita el sotabosc de la selva pluvial als turons i muntanyes des del nord de Chiapas, cap al sud, a través de Guatemala, Belize, Hondures i Nicaragua fins al centre de Costa Rica.